# 7-17-es busz (Győr)
A győri 7-es, 17-es és 17B jelzésű autóbusz három, Révai Miklós utca és Virágpiac megállóhely között közlekedő, körjárati jellegű helyi autóbuszjárat. Útközben érintik a Belvárost, Jancsifalut, Szabadhegyet, Adyvárost és Nádorvárost, összekapcsolva ezzel Adyváros és a József Attila lakótelep központját, illetve kapcsolatot teremtenek még a Vásárcsarnok és a Szabadhegy keleti oldala között. A 7-es az óramutató járásával megegyezőleg, a 17-es és a 17B pedig ezzel ellentétesen haladva tárják fel a városrészeket. A 17B a Szabadi úti Köztemető érintésével közlekedik, útvonala a 17-es buszjárattól a Jereváni út, József Attila utca és a Templom utca megállóhelyek között tér el, ám annak minden megállóját kiszolgálja. A viszonylatokat a Volánbusz üzemelteti.

## Története
2022. április 9-től a megszűnt CITY busz pótlása érdekében a 17-es és 17B járatok útvonalai változtak, így a Munkácsy Mihály utcát is érintik.

## Közlekedése
Munkanapokon csúcsidőben 20 percenként, minden egyéb időszakban 30 percenként közlekednek a járatok. 17-es járatból csak kettő indul munkanapokon, reggel.

## Útvonala
| 7 (Révai Miklós utca ► Fehérvári út ► Szabadhegy ► Adyváros ► Virágpiac) | 17-17B (Virágpiac ► Adyváros ► Szabadhegy ► Fehérvári út ► Révai Miklós utca) |
| --- | --- |
| Révai Miklós utca – Révai Miklós utca – Városház tér – Szent István út – Fehérvári út – Szauter Ferenc utca – Fehérvári út – Zöld utca – Fehérvári út – József Attila utca – Jereváni út – Tihanyi Árpád út – Ifjúság körút – Kodály Zoltán utca – Szigethy Attila út – Bartók Béla út – Hunyadi utca – Baross Gábor híd – Szent István út – Aradi vértanúk útja – Virágpiac | Virágpiac – Aradi vértanúk útja – Virágpiac tér – Zechmeister utca – Munkácsy Mihály utca – Szent István út – Baross Gábor híd – Baross Gábor út – Wesselényi utca – Bartók Béla út – Szigethy Attila út – Kodály Zoltán utca – Ifjúság körút – Tihanyi Árpád út – Jereváni út – (Szabadi utca – Szabadhegy, Új köztemető – Szabadi utca –) József Attila utca – Fehérvári út – Zöld utca – Fehérvári út – Fehérvári út – Szent István út – Gárdonyi Géza utca – Révai Miklós utca – Révai Miklós utca |

## Megállóhelyei
| 0  | Révai Miklós utca végállomás                                          | 41 | 45 | 1, 1A, 2, 2B, 5, 5B, 5R, 6, 8, 8Y, 9, 9A, 11, 12, 12A, 12Y, 13, 13B, 14, 14A, 14B, 15, 15A, 19, 19A, 21, 21B, 22, 22A, 22B, 22Y, 29, 30, 30A, 30B, 30Y, 31, 31A, 37, 38, 38A, 42 Távolsági járatok S10 G10 , IC, InterRégió, EC, EN, ER, gyorsvonat, expresszvonat, | Győr Helyi autóbusz-állomás, Bisinger József park, Posta, Városháza, Kormányablak |
| 1  | Városháza                                                             | ∫  | ∫  | 1, 1A, 2, 2B, 5, 5B, 5R, 6, 8, 8Y, 9, 9A, 11, 12, 12A, 12Y, 13, 13B, 14, 14A, 14B, 15, 15A, 19, 19A, 21, 21B, 22, 22A, 22B, 22Y, 29, 30, 30A, 30B, 30Y, 31, 31A, 37, 38, 38A, 42 Távolsági járatok S10 G10 , IC, InterRégió, EC, EN, ER, gyorsvonat, expresszvonat, | Győr Városháza, 2-es posta, Honvéd liget, Révai Miklós Gimnázium, Földhivatal, Megyeháza, Győri Törvényszék, Büntetés-végrehajtási Intézet, Richter János Hangverseny- és Konferenciaterem, Vízügyi Igazgatóság, Zenés szökőkút, Bisinger József park, Kormányablak                                                                          |
| 3  | Szent István út, Iparkamara                                           | ∫  | ∫  | 6, 8, 8Y, 9, 10, 11, 11Y, 12, 12A, 12Y, 13, 13B, 14, 14A, 14B, 15, 15A, 16, 30, 30A, 30B, 30Y, 31, 31A, 42 | Győr-Moson-Sopron Megyei Kereskedelmi és Iparkamara, GYSZSZC Deák Ferenc Közgazdasági Szakgimnáziuma, Révai Parkolóház, Bisinger József park |
| ∫  | Gárdonyi Géza utca (csak leszállás céljából)                          | 40 | 44 | 6, 8, 8Y, 9, 10, 11, 11Y, 12, 12A, 12Y, 13, 13B, 14, 14A, 14B, 15, 15A, 16, 30, 30A, 30B, 30Y, 31, 31A, 42 | Győr-Moson-Sopron Megyei Kereskedelmi és Iparkamara, GYSZSZC Deák Ferenc Közgazdasági Szakgimnáziuma, Révai Parkolóház, Bisinger József park |
| 5  | Fehérvári út, Árkád üzletház (↓) Budai út, Árkád üzletház (↑)         | 37 | 41 | 2B, 6, 8, 8Y, 10, 12, 12A, 12Y, 13, 13B, 14, 14A, 14B, 30, 30A, 30B, 31, 31A | ÁRKÁD |
| 7  | Fehérvári út, Vágóhíd utca                                            | 35 | 39 | 8, 8Y, 12, 12A, 12Y, 30, 30A, 30B, 31, 31A | INTERSPAR Center, OBI, LIDL, Gyárvárosi Általános Iskola |
| 9  | Otthon utca (Graboplast)                                              | 33 | 37 | 9, 9A, 19, 19A | ALDI, SPAR, MÖMAX, Graboplast Zrt. |
| 11 | Fehérvári út, Ipar utca                                               | 32 | 36 | 9, 9A, 13, 13B, 14, 14A, 14B, 15, 19, 19A, 20, 20Y, 23, 23A, 24, 25, 27, 28, 41 | Festékgyár, Adyvárosi sportcentrum |
| ∫  | Szövő utca                                                            | 31 | 35 | 25 | |
| 13 | Rozgonyi utca                                                         | 30 | 34 | 25 | |
| 15 | Fehérvári út, Zöld utca                                               | 29 | 33 | 25, 27, 28 | |
| 16 | Kakashegy utca                                                        | 26 | 30 | 26, 38, 38A | |
| 17 | Varga Katalin utca                                                    | 25 | 29 | 26, 38, 38A | |
| 18 | Venyige utca                                                          | 23 | 28 | 26, 38, 38A | Kodály Zoltán Általános Iskola, Tárogató Óvoda |
| 19 | Templom utca                                                          | 22 | 27 | 26, 38, 38A | Szent Anna templom, József Attila Művelődési Ház, Móra Ferenc Óvoda, Móra park, Radó Tibor Általános Iskola |
| ∫  | Szabadi utcai lakótelep                                               | ∫  | 26 | | |
| ∫  | Szabadhegy, Új köztemető                                              | ∫  | 25 | | Szabadi utcai köztemető, Templom utcai köztemető, TV torony |
| ∫  | Szabadi utcai lakótelep                                               | ∫  | 23 | | |
| 20 | Jereváni út, József Attila utca                                       | 20 | 20 | 6, 26, 38, 38A | Szent Anna templom |
| 21 | Jereváni út, posta                                                    | 19 | 19 | 2, 6, 20, 26, 38, 38A, 41 | Szabadhegyi Magyar-Német Két Tanítási Nyelvű Általános Iskola és Gimnázium, Lepke utcai Óvoda, Posta |
| 24 | Tihanyi Árpád út, adyvárosi tó                                        | 17 | 17 | 2, 2B, 6, 20, 26, 38, 38A, 41 | Győr Plaza, Adyvárosi tó, PENNY MARKET |
| 25 | Tihanyi Árpád út, Ifjúság körút                                       | ∫  | ∫  | 20, 41 | |
| ∫  | Ifjúság körút, Kodály Zoltán utca                                     | 15 | 15 | 9, 9A, 19, 19A, 20, 23, 23A, 24, 28, 41 | Adyvárosi tó |
| 26 | Kodály Zoltán utca, gyógyszertár                                      | 14 | 14 | 9, 9A, 19, 19A, 20, 24, 28, 41 | Fekete István Általános Iskola, Kassák Lajos úti Bölcsőde, Vuk Óvoda, Kuopio park |
| 27 | Kodály Zoltán utca, Földes Gábor utca                                 | 13 | 13 | 9, 9A, 13, 13B, 14, 14A, 14B, 19, 19A, 20, 24, 25, 27, 28, 41 | Szivárvány Óvoda, Posta, Kuopio park, Fekete István Általános Iskola, Móra Ferenc Általános és Középiskola |
| 29 | Szigethy Attila út 97. (↓) Szigethy Attila út, Kodály Zoltán utca (↑) | 12 | 12 | 9, 9A, 15, 19, 19A, 20Y | GYMSZC Szabóky Adolf Szakiskolája, Szivárvány Óvoda, GYSZSZC Pálffy Miklós Kereskedelmi és Logisztikai Szakgimnáziuma és Szakközépiskolája, TESCO |
| 31 | Szigethy Attila út, könyvtár                                          | 10 | 10 | 9, 9A, 19, 19A, 20Y, 38, 38A | Dr. Kovács Pál Könyvtár és Közösségi Tér, Kossuth Zsuzsanna Leánykollégium, TESCO, Vásárcsarnok, Győr-Moson-Sopron Megyei Rendőr-főkapitányság |
| 33 | Bartók Béla út, vásárcsarnok                                          | 7  | 7  | 5, 5B, 5R, 6, 9, 9A, 19, 19A, 21, 21B, 38, 38A | Vásárcsarnok, Dr. Kovács Pál Könyvtár, Megyei Rendőr-főkapitányság, Mosolyvár Óvoda |
| 34 | Roosevelt utca (Bartók-emlékmű)                                       | 6  | 6  | 5, 5B, 5R, 6, 9, 9A, 19, 19A, 21, 21B, 38, 38A | Gárdonyi Géza Általános Iskola, Attila utcai Óvoda |
| 35 | Bartók Béla út, Kristály-étterem                                      | ∫  | ∫  | 1, 1A, 2, 2B, 5, 5B, 5R, 6, 9, 9A, 19, 19A, 21, 21B, 37, 38, 38A | Helyközi autóbusz-állomás, Munkaügyi központ, ÉNYKK Zrt. forgalmi iroda, Leier City Center |
| 37 | Aradi vértanúk útja, szökőkút                                         | ∫  | ∫  | 1, 1A, 2, 2B, 5, 5B, 5R, 6, 8, 8Y, 9, 9A, 11, 12, 12A, 12Y, 13, 13B, 14, 14A, 14B, 15, 15A, 19, 19A, 21, 21B, 22, 22A, 22B, 22Y, 29, 30, 30A, 30B, 30Y, 31, 31A, 37, 38, 38A, 42 Távolsági járatok S10 G10 , IC, InterRégió, EC, EN, ER, gyorsvonat, expresszvonat, | Győr Városháza, 2-es posta, Honvéd liget, Révai Miklós Gimnázium, Földhivatal, Megyeháza, Győri Törvényszék, Büntetés-végrehajtási Intézet, Richter János Hangverseny- és Konferenciaterem, Vízügyi Igazgatóság, Zenés szökőkút, Bisinger József park, Kormányablak                                                                          |
| ∫  | Honvéd liget                                                          | 4  | 4  | 1, 1A, 2, 2B, 5, 5B, 5R, 6, 8, 8Y, 9, 9A, 11, 12, 12A, 12Y, 13, 13B, 14, 14A, 14B, 15, 15A, 19, 19A, 21, 21B, 22, 22A, 22B, 22Y, 29, 30, 30A, 30B, 30Y, 31, 31A, 37, 38, 38A, 42 Távolsági járatok S10 G10 , IC, InterRégió, EC, EN, ER, gyorsvonat, expresszvonat, | Győr Városháza, 2-es posta, Honvéd liget, Révai Miklós Gimnázium, Földhivatal, Megyeháza, Győri Törvényszék, Büntetés-végrehajtási Intézet, Richter János Hangverseny- és Konferenciaterem, Vízügyi Igazgatóság, Zenés szökőkút, Bisinger József park, Kormányablak                                                                          |
| ∫  | Munkácsy Mihály utca                                                  | 2  | 2  | 8Y, 18 | Győri Hivatásos Tűzoltóparancsnokság, Győri Járásbíróság, Győri Közigazgatási és Munkaügyi Bíróság, Győri SZC Hild József Építőipari Technikum, Kazinczy Ferenc Gimnázium és Kollégium, Radnóti Miklós Általános Iskola, Bisinger Óvoda, Győri Szakképzési Centrum Jedlik Ányos Gépipari és Informatikai Technikum és Kollégium, Eötvös park |
| ∫  | Zechmeister utca, Rába-part                                           | 1  | 1  | 1, 1A, 2B, 8, 8Y, 9A, 11, 13, 13B, 14, 14A, 14B, 19A | Virágpiac tér, Karmelita Rendház, Karmelita templom, Bécsi kapu tér, Víziszinpad, Arrabona Áruház |
| 38 | Virágpiac végállomás                                                  | 0  | 0  | 9A, 19A | Arrabona Áruház, Virágpiac tér, Karmelita Rendház |